# EMAL-2

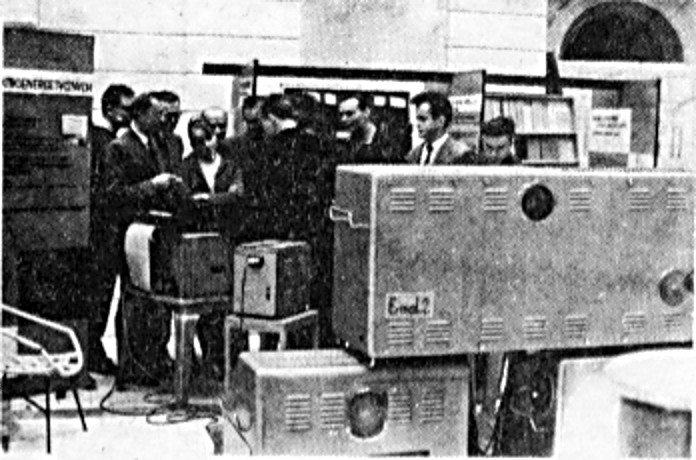

EMAL-2 (Elektroniczna Maszyna Automatycznie Licząca-2) – komputer Romualda Marczyńskiego. Ponadto w budowie uczestniczyli: mgr inż. Kazimierz Bałakier, mgr inż. Lesław Niemczycki i mgr inż. Andrzej Harland oraz technicy: Henryk Furman, Gustaw Sliwicki, Stefan Kostrzewa i Zbigniew Grzywacz.
Powstał w Grupie Aparatów Matematycznych (GAM) Państwowego Instytutu Matematycznego w Warszawie w latach 1957–58, przy współudziale Politechniki Warszawskiej i Instytutu Badań Jądrowych.
Pierwszy zbudowany w Polsce elektroniczny komputer cyfrowy wykorzystywany do obliczeń praktycznych. Pierwszy komputer Centrum Obliczeniowego PAN.

## Dane
- typ: binarna jednoadresowa maszyna szeregowa, magnetyczna (bezlampowa),[3] bezzłączowa, oparta na diodowo-ferrytowych układach przełączających
- przeznaczenie: obliczenia naukowo-techniczne
- arytmetyka uzupełnień do 2
- słowo: 34-bitowe
- szybkość: 150 operacji na sekundę
- bębnowa pamięć operacyjna: 1024 słów na 32 ścieżkach (4.25 KiB), 6000 obr./min (mógł pracować do 12 000 obr./min)
- urządzenie we/wy: dalekopis
- zegar: początkowo 108 kHz, następnie 27 kHz[2]
- pobierana moc: 2 kW[3]